# Gjerbës
Gjerbës è una frazione del comune di Skrapar in Albania (prefettura di Berat).
Fino alla riforma amministrativa del 2015 era comune autonomo, dopo la riforma è stato accorpato, insieme agli ex-comuni di Çepan, Çorovodë, Bogovë, Leshnjë, Potom, Qendër Skrapar, Vendreshë e Zhepë a costituire la municipalità di Skrapar.

## Località
Il comune è formato dall'insieme delle seguenti località:
- Melove
- Zaloshnje
- Gjerbes
- Ujanik
- Gradeci
- Straficke
- Vishanji
- Barci 1
- Barci 2
- Kuci
- Rehove
- Gremsh
- Gjergovice
- Flo